# NGC 4871
NGC 4871 (другие обозначения — MCG 5-31-66, ZWG 160.227, DRCG 27-131, PGC 44606) — линзообразная галактика (S0) в созвездии Волос Вероники.
Моделирование гало тёмной материи показало, что отношение массы к светимости в этой галактике составляет 4,0—6,0 M⊙/L⊙.
Этот объект входит в число перечисленных в оригинальной редакции «Нового общего каталога».